# Palacio Lyon
El Palacio Lyon es un edificio ubicado en calle Condell, en la ciudad de Valparaíso, Chile. Fue declarado Monumento Histórico el 2 de octubre de 1979.
Diseñado por el arquitecto germano-danés Carlos Von Moltke, fue construido en 1881 para ser la residencia de la familia Lyon. Fue uno de los pocos edificios que resistió el terremoto de Valparaíso de 1906. En el año 1910, fue vendido al Estado de Chile y se instaló en él el Instituto Comercial de Valparaíso;[cita requerida] luego, en 1975, el instituto se cambió a un edificio nuevo y en 1988 el palacio se transformó en museo municipal de historia natural —el Museo de Historia Natural de Valparaíso— y su subsuelo, en una galería de arte.

## Característica

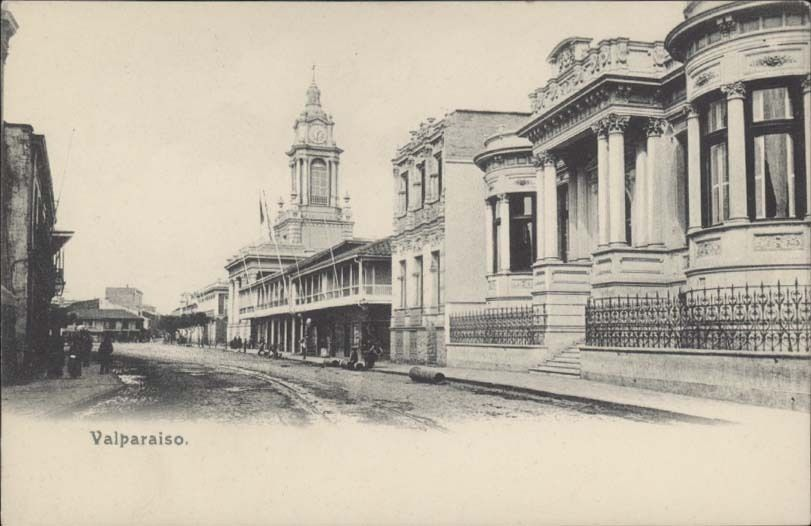
El palacio con la antigua Iglesia del Espíritu Santo al fondo.

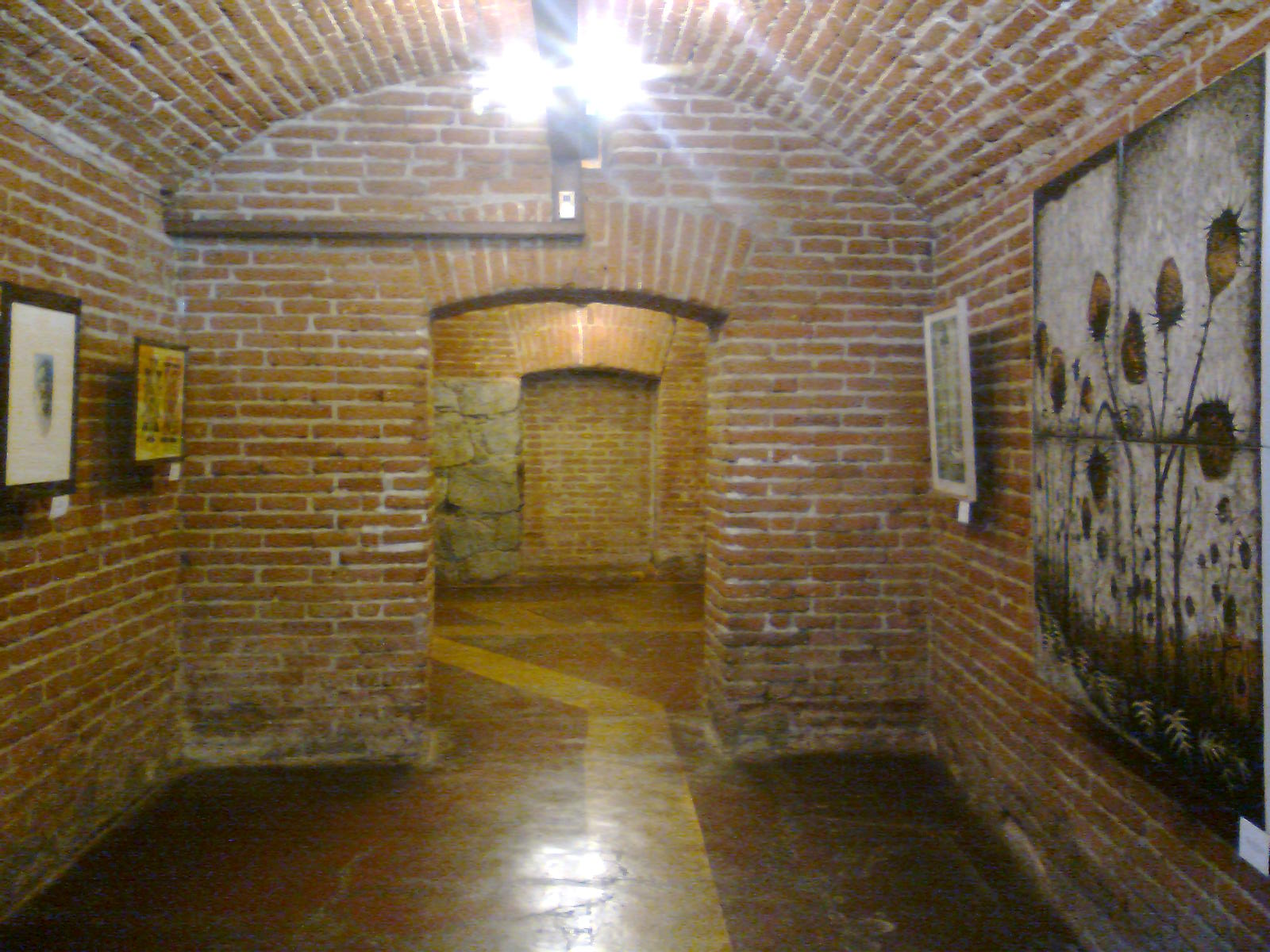
Galería de arte subterránea del actual Museo de Historia Natural de Valparaíso.

El frontis destacan columnas soportantes y ornamentales, y dos bow - window. Originalmente el edificio contaba con una amplia escala de acceso y enrejado de fierro que lo separaba de la calle, elementos que acentuaban el aire victoriano de una casa de la gran ciudad. Tiene además un piso sócalo abovedado, que ocupa toda la planta del edificio, es amplio y accesible desde la calle, lo que le otorga una amplia independencia con respecto a las otras plantas.
Para el interior el estilo escogido es el neoclásico francés, que se refleja en los detalles decorativos y en las terminaciones. Más de cincuenta habitaciones se reparten en tres niveles y se ordenan en torno a un eje central, en una organización jerárquica que va de lo público a lo privado y ornamentadas con adornos barrocos y vidrios traídos desde Europa. En el segundo piso se ubicaron diez dormitorios que se abren a un gran pasillo central donde destacan un ventanal que da al patio y hermosas cerchas a la vista, labradas en pino oregón, siguiendo un diseño muy artístico.
Von Moltke diseñó un palacete elegante, de construcción firme y alta calidad técnica, en una "cuadra cerrada" por fachadas contiguas. Una típica casa del estilo inglés urbano de la época victoriana del siglo XIX, estilo que se caracteriza básicamente por su rica ornamentación, las extensiones de la vivienda y la creatividad en el uso y combinación de diversos materiales empleados.
En su edificación se utilizaron las técnicas más modernas en construcción e instalaciones de la época. Tiene una superficie de 2.030 m², edificados en ladrillo y tabiquería, los cimientos son de mampostería de piedra con mortero de cemento de 1.50 m de espesor en forma de talud, muros de albañilería de ladrillo reforzado con tensores de acero, cielo en forma de bóveda de cañón corrido, el entrepiso y techo son de pino oregón, y la cubierta es de fierro galvanizado. Gracias a su excelente construcción es uno de los pocos edificios que soportó el terremoto de 1906.